# Kino Kryminalne
Kino Kryminalne – seria polskich seriali kryminalnych wydawana przez Carisma Entertainment Group. Istnieje od 2007 roku. Dotychczas wydano jeden serial.

## Spis filmów wKinie Kryminalnymw 2007 roku
- nr 01/2007: Sfora – odc. 1-3
- nr 02/2007: Sfora – odc. 4-6
- nr 03/2007: Sfora – odc. 7-9

## Spis filmów wKinie Kryminalnymw 2008 roku
- nr 01/2008: Glina – odc. 1-3